# Bibliographie de Johnny Hallyday
La bibliographie de Johnny Hallyday regroupe un ensemble d'ouvrages consacrés au chanteur, ainsi que ceux dont il est l'auteur.

### Publications de Johnny Hallyday
- Johnny Hallyday, Johnny raconte Hallyday, Édition no 1 / Filipacchi, première édition 1979 / deuxième édition (complétée) 1982 / troisième édition (complétée) 1984 / quatrième édition (complétée) 1987.
- Johnny Hallyday et Jean-Christian Hugo, Johnny la forme, ICL, 1990.
- Johnny Hallyday, Destroy, autobiographie en 3 tomes (en collaboration avec Gilles Lhote), Michel Lafon, 1998.
- Johnny Hallyday (en collaboration avec Jean Basselin), Johnny Hallyday Rock N Roule, Arthéléna, 2007
- Johnny Hallyday et Amanda Sthers, Dans mes yeux, Plon, 2013

### Publications sur Johnny Hallyday
Nota : énumération non exhaustive

#### Biographie

##### Les années 1960-1970
- Lee Hallyday, Lee Hallyday raconte Johnny, Union générale d'édition, 2000 (1re éd. 1964) (resté inédit, première publication en 2000).
- Robert ‘Bob’ Lampard et Jean-Louis Rancurel, Johnny, la première discographie complète de Johnny Hallyday, Delville, 1982 (1re éd. 1977).
- François Jouffa, « Johnny Story », Hit Magazine, no 95 (hors-série),‎ décembre 1979

##### Les années 1980-1990
- 1982 André Halimi, Johnny Hallyday, Solarstar.
- 1984 Serge Loupien, Johnny Hallyday la dernière idole, Grasset.
- 1986 Long Chris, Johnny / À la cour du roi, Filipacchi.
- 1987 Desta Hallyday, Ses tendres années, Filipacchi.
- 1990 Jean Dominique Brierre et Mathieu Fantoni, Johnny Hallyday, histoire d’une vie, Hidalgo/Fixot.
- 1991 Catherine Rouchon et Michel Rouchon, Johnny Hallyday l'idole, Michel Rouchon.
- 1993 Monique Koutnetzoff et Gil Paquet, Johnny, le livre, Vade Retro.
- 1994 Christophe Deilhes, Johnny l'idole, C. Pirot.
- 1994 Michel Mallory, Johnny, 20 ans d'amitié, Les Belles Lettres.
- 1996 Sandrine décembre, Johnny. Regards de filles, Hachette.
- 1999 Daniel Rondeau, Johnny, NiL Éditions.

##### Les années 2020
- 2020 : Frédéric Quinonero, Johnny Hallyday, femmes et influences, Mareuil Éditions.
- 2020 : Laurent Lavige, Johnny Hallyday, ses anges gardiens, la vérité enfin dévoilée, Casa éditions.
- 2023 : Patrick Roussel, Tout le monde l'appelait Johnny, Mareuil Éditions.

#### Roman
- 1982 Daniel Rondeau, L'âge-déraison véritable biographie imaginaire de J.H., Seuil.
- 2007 Guy Carlier, Quelque chose de Johnny, Plon.
- 2008 Erwan Chuberre, Les lèvres de Sylvie Vartan, Micmac Eds.
- 2018 David Rautureau, La balade de Johnny, Librinova[2].

#### Récit
- 2008 Nicole Astouin, Merci monsieur Johnny Hallyday (une histoire vraie), Bénévent.

### Bandes dessinées
- 1992 : Johnny Hallyday, Alan Coriolan, scénarios, illustrations Ferrandez, Yann et Riff Reb's, Baru, Yann et Bodart, Abiven, Cailleteau et Vatine,  Johnny, les années 60, Hors Collection.
- 2007 : Collectif, Les chansons de Johnny en BD tome 1 - Cordes sensibles, Soleil.
- 2007 : Collectif, Les chansons de Johnny en BD tome 2 - Maladies d'amour, Soleil (les 2 tomes sont également présentés en coffret).
- 2011 : Michel Gondry, On a perdu la guerre mais pas la bataille, traduit de l'anglais (USA) par Madeleine Nasalik, Éditions Cambourakis (pour la traduction française).
- 2011 : Cabu, Johnny, c'est la France, Éditions Les Échappés.
- 2013 : Albert Algoud, Romain Dutreix, Pascal Fioretto, Où es-tu Johnny ?, (livre-jeu, sur le même concept que les albums Où est Charlie ?), Les Éditions de l'Opportun.
- 2014 : François Dimberton (scénario - d'après le livre Johnny l'incroyable histoire de Éric Le Bourhis), Jean-Claude Bauer (dessin), Tome 1 Johnny 1943-1962 La naissance d'une idole, Jungle ! Éditions Prisma.
- 2015 : François Dimberton (scénario - d'après le livre Johnny l'incroyable histoire de Éric Le Bourhis), Jean-Claude Bauer (dessin), Tome 2 Johnny 1962-1980 Les années noires, Jungle !.
- 2024 : Vincent Cuvellier (scénario), Jeff Pourquié (dessins), Le temps des copains, Éditions Casterman.